# Козумел (Козумел, Кинтана Ро)
Козумел (шп. Cozumel) насеље је у Мексику у савезној држави Кинтана Ро у општини Козумел. Насеље се налази на надморској висини од 1 м.

## Становништво
Према подацима из 2010. године у насељу је живело 77236 становника.

### Хронологија
| Година       | 2000                  | 2005                  | 2010                  |
| ------------ | --------------------- | --------------------- | --------------------- |
| Становништво | 59225 (30527 / 28698) | 71401 (36392 / 35009) | 77236 (39113 / 38123) |

### Попис
| \| \| м \| \| \| ж \| \| 0—2 \| 2.181 \| \| \| 2.057 \| \| 3—5 \| 2.254 \| \| \| 2.310 \| \| 6—11 \| 4.523 \| \| \| 4.474 \| \| 12—14 \| 2.119 \| \| \| 2.128 \| \| 15—17 \| 2.191 \| \| \| 2.108 \| \| 18—24 \| 4.867 \| \| \| 4.862 \| \| 60+ \| 2.020 \| \| \| 2.030 \| \| Просек : \| 28,9 \| \| \| 28,8 \| |       |  |  |       |
| |       |  |  |       |
| | м     |  |  | ж     |
| 0—2 | 2.181 |  |  | 2.057 |
| 3—5 | 2.254 |  |  | 2.310 |
| 6—11 | 4.523 |  |  | 4.474 |
| 12—14 | 2.119 |  |  | 2.128 |
| 15—17 | 2.191 |  |  | 2.108 |
| 18—24 | 4.867 |  |  | 4.862 |
| 60+ | 2.020 |  |  | 2.030 |
| Просек : | 28,9  |  |  | 28,8  |

| #   | Индикатор                                                                                        | Вредност |
| --- | ------------------------------------------------------------------------------------------------ | -------- |
| 1   | Становништво од 0 до 2 године                                                                    | 4238     |
| 2   | Мушко становништво од 0 до 2 године                                                              | 2181     |
| 3   | Женско становништво од 0 до 2 године                                                             | 2057     |
| 4   | Становништво са 3 и више година                                                                  | 72211    |
| 5   | Мушко становништво са 3 и више година                                                            | 36532    |
| 6   | Женско становништво са 3 и више година                                                           | 35679    |
| 7   | Становништво са 5 и више година                                                                  | 69170    |
| 8   | Мушко становништво са 5 и више година                                                            | 35018    |
| 9   | Женско становништво са 5 и више година                                                           | 34152    |
| 10  | Становништво са 12 и више година                                                                 | 58650    |
| 11  | Мушко становништво са 12 и више година                                                           | 29755    |
| 12  | Женско становништво са 12 и више година                                                          | 28895    |
| 13  | Становништво са 15 и више година                                                                 | 54403    |
| 14  | Мушко становништво са 15 и више година                                                           | 27636    |
| 15  | Женско становништво са 15 и више година                                                          | 26767    |
| 16  | Становништво са 18 и више година                                                                 | 50104    |
| 17  | Мушко становништво са 18 и више година                                                           | 25445    |
| 18  | Женско становништво са 18 и више година                                                          | 24659    |
| 19  | Становништво од 3 до 5 година                                                                    | 4564     |
| 20  | Мушко становништво од 3 до 5 година                                                              | 2254     |
| 21  | Женско становништво од 3 до 5 година                                                             | 2310     |
| 22  | Становништво од 6 до 11 година                                                                   | 8997     |
| 23  | Мушко становништво од 6 до 11 година                                                             | 4523     |
| 24  | Женско становништво од 6 до 11 година                                                            | 4474     |
| 25  | Становништво од 8 до 14 година                                                                   | 10312    |
| 26  | Мушко становништво од 8 до 14 година                                                             | 5156     |
| 27  | Женско становништво од 8 до 14 година                                                            | 5156     |
| 28  | Становништво од 12 до 14 година                                                                  | 4247     |
| 29  | Мушко становништво од 12 до 14 година                                                            | 2119     |
| 30  | Женско становништво од 12 до 14 година                                                           | 2128     |
| 31  | Становништво од 15 до 17 година                                                                  | 4299     |
| 32  | Мушко становништво од 15 до 17 година                                                            | 2191     |
| 33  | Женско становништво од 15 до 17 година                                                           | 2108     |
| 34  | Становништво од 18 до 24 године                                                                  | 9729     |
| 35  | Мушко становништво од 18 до 24 године                                                            | 4867     |
| 36  | Женско становништво од 18 до 24 године                                                           | 4862     |
| 37  | Женско становништво од 15 до 49 година                                                           | 22086    |
| 38  | Становништво са 60 и више година                                                                 | 4050     |
| 39  | Мушко становништво са 60 и више година                                                           | 2020     |
| 40  | Женско становништво са 60 и више година                                                          | 2030     |
| 41  | Однос између мушкараца и жена                                                                    | 102.6    |
| 42  | Становништво од нуле до 14 година                                                                | 22046    |
| 43  | Становништво од 15 до 64 године                                                                  | 51966    |
| 44  | Становништво од 65 година и више                                                                 | 2437     |
| 45  | Просечан број деце                                                                               | 1.92     |
| 46  | Становништво рођено у ентитету                                                                   | 37313    |
| 47  | Мушко становништво рођено у ентитету                                                             | 18758    |
| 48  | Женско становништво рођено у ентитету                                                            | 18555    |
| 49  | Становништво рођено у другом ентитету                                                            | 37987    |
| 50  | Мушко становништво рођено у другом ентитету                                                      | 19412    |
| 51  | Женско становништво рођено у другом ентитету                                                     | 18575    |
| 52  | Становништво од 5 година и више резидентно у ентитету у јуну 2005. године                        | 63378    |
| 53  | Мушко становништво старосног доба од 5 година и више, резидентно у ентитету у јуну 2005. године  | 32035    |
| 54  | Женско становништво старосног доба од 5 и више година, резидентно у ентитету у јуну 2005. године | 31343    |
| 55  | Становништво од 5 година и више које је живело у другом ентитету у јуну 2005. године             | 4998     |
| 56  | Мушко становништво старије од 5 година које је живело у другом ентитету у јуну 2005. године      | 2541     |
| 57  | Женско становништво старије од 5 година које је живело у другом ентитету у јуну 2005. године     | 2457     |
| 58  | Становништво од 3 године и више које говори аутохтони језик                                      | 8174     |
| 59  | Мушко становништво старо 3 године и више које говори аутохтони језик                             | 4594     |
| 60  | Женско становништво старо 3 године и више које говори аутохтони језик                            | 3580     |
| 61  | Становништво од 3 године и више које говори аутохтони језик и не говори шпански језик            | 19       |
| 62  | Мушко становништво старо 3 године и више које говори аутохтони језик и не говори шпански         | 11       |
| 63  | Женско становништво старо 3 године и више које говори аутохтони језик и не говори шпански језик  | 8        |
| 64  | Становништво старо 3 године и више које говори аутохтони језик и шпански                         | 7762     |
| 65  | Мушко становништво старо 3 године и више које говори аутохтони језик и шпански                   | 4377     |
| 66  | Женско становништво старо 3 године и више које говори аутохтони језик и шпански                  | 3385     |
| 67  | Становништво од 5 година и више које говори аутохтони језик                                      | 8160     |
| 68  | Становништво од 5 година и више које говори аутохтони језик и не говори шпански језик            | 17       |
| 69  | Становништво од 5 година и више које говори аутохтони језик и говори шпански језик               | 7755     |
| 70  | Становништво у домородачким домаћинствима                                                        | 21631    |
| 71  | Становништво са ограничењима у активностима                                                      | 2361     |
| 72  | Становништво са ограниченим ходањем или кретањем, горе или доле                                  | 1069     |
| 73  | Становници са ограничењима вида, чак и уз кориштење сочива                                       | 836      |
| 74  | Становништво са ограничењима говора, комуникације или конверзације                               | 230      |
| 75  | Становништво са ограниченим слухом                                                               | 209      |
| 76  | Становништво са ограничењима при одевању, купању или јелу                                        | 126      |
| 77  | Становништво са ограничењима у опажању или учењу једноставних ствари                             | 135      |
| 78  | Становништво са менталним ограничењима                                                           | 233      |
| 79  | Становништво без ограничења активности                                                           | 73505    |
| 80  | Становништво од 3 до 5 година које не похађа школу                                               | 2033     |
| 81  | Мушко становништво од 3 до 5 година које не похађа школу                                         | 991      |
| 82  | Женско становништво од 3 до 5 година које не похађа школу                                        | 1042     |
| 83  | Становништво од 6 до 11 година које не похађа школу                                              | 215      |
| 84  | Мушко становништво од 6 до 11 година које не похађа школу                                        | 104      |
| 85  | Женско становништво од 6 до 11 година које не похађа школу                                       | 111      |
| 86  | Становништво од 12 до 14 година које не похађа школу                                             | 214      |
| 87  | Мушко становништво од 12 до 14 година које не похађа школу                                       | 112      |
| 88  | Женско становништво од 12 до 14 година које не похађа школу                                      | 102      |
| 89  | Становништво од 15 до 17 година похађа школу                                                     | 3246     |
| 90  | Мушко становништво од 15 до 17 година похађа школу                                               | 1603     |
| 91  | Женско становништво између 15 и 17 година живота у школи                                         | 1643     |
| 92  | Становништво од 18 до 24 године похађа школу                                                     | 2028     |
| 93  | Мушко становништво од 18 до 24 године похађа школу                                               | 1004     |
| 94  | Женско становништво од 18 до 24 године похађа школу                                              | 1024     |
| 95  | Становништво од 8 до 14 година које не може да чита и пише                                       | 174      |
| 96  | Мушко становништво старосног доба од 8 до 14 година које не може да чита и пише                  | 102      |
| 97  | Женско становништво старосног доби од 8 до 14 година које не може да чита и пише                 | 72       |
| 98  | Становништво од 15 година и више које је неписмено                                               | 1811     |
| 99  | Мушко становништво од 15 година и више које је неписмено                                         | 683      |
| 100 | Женско становништво од 15 година и више које је неписмено                                        | 1128     |
| 101 | Становништво старо 15 и више година без школовања                                                | 2164     |
| 102 | Мушко становништво старо 15 и више година без школовања                                          | 899      |
| 103 | Женско становништво старо 15 и више година без школовања                                         | 1265     |
| 104 | Становништво старосног доба 15 и више година са непотпуним основним образовањем                  | 5132     |
| 105 | Мушко становништво старосног доба од 15 година и више са непотпуном основним образовањем         | 2405     |
| 106 | Женско становништво старосног доба 15 и више година са непотпуном основним образовањем           | 2727     |
| 107 | Становништво старо 15 и више година са комплетним основним образовањем                           | 7117     |
| 108 | Мушко становништво старо 15 година и више са комплетним основним образовањем                     | 3472     |
| 109 | Женско становништво старо 15 и више година са комплетним основним образовањем                    | 3645     |
| 110 | Становништво старосног доба 15 и више година са непотпуним средњим образовањем                   | 2647     |
| 111 | Мушко становништво старосног доба од 15 година и више са непотпуним средњим образовањем          | 1457     |
| 112 | Женско становништво старосног доба од 15 година и више са непотпуним средњим образовањем         | 1190     |
| 113 | Становништво старо 15 и више година са пуним секундарном образовањем                             | 15746    |
| 114 | Мушко становништво старосног доба од 15 година и више са пуним секундарном образовањем           | 8272     |
| 115 | Женско становништво старосног доба од 15 година и више са пуним секундарном образовањем          | 7474     |
| 116 | Становништво старије од 18 година са постосновним образовањем                                    | 19687    |
| 117 | Мушко становништво старије од 18 година са постосновним образовањем                              | 10229    |
| 118 | Женско становништво старије од 18 година са постосновним образовањем                             | 9458     |
| 119 | Просечна оцена школовања                                                                         | 9.16     |
| 120 | Просечан ниво образовања мушке популације                                                        | 9.31     |
| 121 | Просечан ниво образовања женског становништва                                                    | 9.01     |
| 122 | Економски активно становништво                                                                   | 35961    |
| 123 | Економски активна мушка популација                                                               | 23437    |
| 124 | Економски активна женска популација                                                              | 12524    |
| 125 | Становништво које није економски активно                                                         | 22459    |
| 126 | Мушко становништво које није економски активно                                                   | 6201     |
| 127 | Женско становништво које није економски активно                                                  | 16258    |
| 128 | Запослено становништво                                                                           | 34948    |
| 129 | Запослено мушко становништво                                                                     | 22683    |
| 130 | Запослено женско становништво                                                                    | 12265    |
| 131 | Незапослена популација                                                                           | 1013     |
| 132 | Незапослена мушка популација                                                                     | 754      |
| 133 | Незапослена женска популација                                                                    | 259      |
| 134 | Становништво без права на здравствене услуге                                                     | 19965    |
| 135 | Становништво које има право на здравствене услуге                                                | 56299    |
| 136 | Становништво које има право на ИМСС                                                              | 39131    |
| 137 | Становништво које има право на социјално осигурање                                               | 6733     |
| 138 | Становништво које има право на државно социјално осигурање                                       | 116      |
| 139 | Становништво које има право на опште осигурање или здравствено осигурање за нову генерацију      | 8225     |
| 140 | Становништво које је било једном или није било у браку током 12 година и више                    | 19313    |
| 141 | Венчано или уједињено становништво од 12 година и више                                           | 33935    |
| 142 | Становништво које је било у браку или уједињено 12 година и више                                 | 5282     |
| 143 | Становништво са католичком религијом                                                             | 58313    |
| 144 | Протестанти, еванђелисти и библијски следбеници различити од еванђелиста                         | 10548    |
| 145 | Становништво са другим религијама различитим од претходних                                       | 105      |
| 146 | Становништво без религије                                                                        | 6526     |
| 147 | Укупно пописаних домаћинства                                                                     | 21273    |
| 148 | Пописна домаћинства на челу са мушкарцима                                                        | 16150    |
| 149 | Пописна домаћинства на челу са женама                                                            | 5123     |
| 150 | Становништво у пописним домаћинствима                                                            | 76324    |
| 151 | Становништво у пописним домаћинствима на челу са мушкарцима                                      | 59221    |
| 152 | Становништво у пописним домаћинствима на челу са женама                                          | 17103    |
| 153 | Укупно домаћинстава                                                                              | 25739    |
| 154 | Укупно насељених домаћинстава                                                                    | 21537    |
| 155 | Укупно приватних кућа                                                                            | 25475    |
| 156 | Насељени приватни домови                                                                         | 21273    |
| 157 | Укупно насељених приватних кућа                                                                  | 21525    |
| 158 | Ненасељене приватне куће                                                                         | 3170     |
| 159 | Појединачна домаћинства за привремену употребу                                                   | 1032     |
| 160 | Становници у насељеним приватним кућама                                                          | 76324    |
| 161 | Насељеност станара у приватним становима                                                         | 3.59     |
| 162 | Просечно становника по соби у приватним насељеним домаћинствима                                  | 1.33     |
| 163 | Појединачна домаћинства са подовима од различитих материјала од земље                            | 20818    |
| 164 | Појединачна домаћинства у приземљу                                                               | 233      |
| 165 | Појединачна домаћинства са једном спаваћом собом                                                 | 11723    |
| 166 | Појединачна домаћинства са две спаваће собе и више                                               | 9421     |
| 167 | Појединачна домаћинства са једним собом                                                          | 6105     |
| 168 | Појединачна домаћинства са две собе                                                              | 4971     |
| 169 | Појединачна домаћинства са 3 собе и више                                                         | 10044    |
| 170 | Појединачна домаћинства која имају електрично светло                                             | 21126    |
| 171 | Појединачна домаћинства која немају електрично светло                                            | 46       |
| 172 | Појединачна домаћинства која имају водоводну воду у стамбеном простору                           | 20492    |
| 173 | Појединачна домаћинства која немају водоводну воду у стамбеном простору                          | 592      |
| 174 | Појединачна домаћинства која имају тоалет                                                        | 21007    |
| 175 | Појединачна домаћинства која имају канализацију                                                  | 21025    |
| 176 | Појединачна домаћинства која немају канализацију                                                 | 42       |
| 177 | Појединачна домаћинства која имају електрично светло, довод воде из јавне мреже и канализацију   | 20376    |
| 178 | Појединачна домаћинства без икаквих услова                                                       | 161      |
| 179 | Појединачна домаћинства која имају радио                                                         | 15542    |
| 180 | Појединачна домаћинства која имају телевизор                                                     | 20358    |
| 181 | Појединачна домаћинства која имају фрижидер                                                      | 18967    |
| 182 | Појединачна домаћинства која имају машину за веш                                                 | 15918    |
| 183 | Појединачна домаћинства која имају аутомобил или комби                                           | 7568     |
| 184 | Појединачна домаћинства која имају рачунар                                                       | 8064     |
| 185 | Појединачна домаћинства која имају фиксну телефонску линију                                      | 7124     |
| 186 | Појединачна домаћинства која имају мобилни телефон                                               | 18115    |
| 187 | Појединачна домаћинства која имају приступ интернету                                             | 6886     |
| 188 | Величина локације                                                                                | 10       |